# Hyphydrus cuppeni
Hyphydrus cuppeni är en skalbaggsart som beskrevs av Olof Biström 1984. Hyphydrus cuppeni ingår i släktet Hyphydrus och familjen dykare. Inga underarter finns listade i Catalogue of Life.